# Жермињак
Жермињак (фр. Germignac) насеље је и општина у западној Француској у региону Поату-Шарант, у департману Приморски Шарант која припада префектури Жонзак.
По подацима из 2011. године у општини је живело 635 становника, а густина насељености је износила 44,04 становника/km². Општина се простире на површини од 14,42 km². Налази се на средњој надморској висини од 37 метара (максималној 84 m, а минималној 17 m).

## Демографија
| 1962. | 1968. | 1975. | 1982. | 1990. | 1999. | 2011. |
| ----- | ----- | ----- | ----- | ----- | ----- | ----- |
| 320   | 342   | 336   | 352   | 539   | 531   | 635   |

График промене броја становника у току последњих година